# 臨時脳死及び臓器移植調査会設置法
臨時脳死及び臓器移植調査会設置法（りんじのうしおよびぞうきいしょくちょうさかいせっちほう、平成元年12月8日法律第70号）は、臨時脳死及び臓器移植調査会設置に関する日本の法律である。
1989年（平成元年）12月8日に公布された。

## 概要
「臨時脳死及び臓器移植調査会」の設置について規定した法律である。調査会は、脳死や臓器移植に関連して、臓器移植の分野での生命倫理における適正な医療のの確立に資するため（第1条）、総理府に設置されていた。この法律は施行の日（平成2年2月1日）から2年で効力を失うとされており（附則第3項）、平成4年2月1日で失効した。
調査会の委員の任命は、両議院の同意を必要とした（第5条第1項）。

## 内容
- 目的及び設置（第1条）
- 所掌事務（第2条）
- 答申等の尊重等（第3条）
- 組織（第4条）
- 委員（第5条）
- 会長（第6条）
- 資料提出その他の協力（第7条）
- 政令への委任（第8条）
- 附則